# Lamiae Lhabz
Lamiae Lhabz (auch Lhabze; * 19. Mai 1984 in Rabat) ist eine marokkanische Hürdenläuferin, die sich auf die 400-Meter-Distanz spezialisiert hat.

## Sportliche Laufbahn
Erste internationale Erfahrungen sammelte Lamiae Lhabz bei den Juniorenafrikameisterschaften 2003 in Garoua, bei denen sie in 62,55 s die Bronzemedaille gewann und im 100-Meter-Hürdenlauf in 14,48 s den vierten Platz belegte. Zudem kam sie mit der marokkanischen 4-mal-400-Meter-Staffel nicht ins Ziel. 2005 nahm sie erstmals an der Sommer-Universiade in Izmir teil und schied dort im 400-Meter-Hürdenlauf in 59,67 s in der ersten Runde aus. 2008 ging sie bei den Afrikameisterschaften in Bambous im Siebenkampf an den Start, konnte ihren Wettkampf aber nicht beenden. Auch über die Hürden gelangte sie in 60,67 s nicht bis in das Finale. Im Jahr darauf siegte sie in 14,0 s bei den Arabischen Meisterschaften in Amman über 100 Meter Hürden und gewann in 57,71 s die Silbermedaille über die längere Hürdendistanz. Bei den Studentenweltspielen in Bangkok schied sie in 57,90 s erneut in der ersten Runde aus, qualifizierte sich aber für die Weltmeisterschaften in Osaka, bei denen sie mit 57,81 s im Vorlauf ausschied. Anschließend siegte sie bei den Panarabischen Spielen in Kairo in 14,21 s über 100 Meter Hürden und wurde im 400-Meter-Hürdenlauf in 59,88 s Vierte. Zudem gewann sie Gold mit der 4-mal-100-Meter-Staffel und Silber mit der 4-mal-400-Meter-Staffel. 2008 gewann sie bei den Afrikameisterschaften in Addis Abeba in 56,07 s die Silbermedaille hinter der Nigerianerin Muizat Ajoke Odumosu und belegte mit der 4-mal-400-Meter-Staffel in 3:41,54 min Rang vier.
2009 gewann sie bei den Spielen der Frankophonie in Beirut in 58,81 s die Silbermedaille hinter ihrer Landsfrau Hayat Lambarki und gewann mit der Staffel in 3:37,72 min die Bronzemedaille. Anschließend siegte sie mit der Staffel bei den Arabischen Meisterschaften in Damaskus und gewann über 100 Meter Hürden in 14,39 s die Bronzemedaille, während sie sich über die längere Hürdendistanz  in 57,86 s nur Lambarki geschlagen geben musste. Zwei Jahre später siegte sie bei den Arabischen Meisterschaften in al-Ain mit beiden Staffeln und gewann über beide Hürdendistanzen die Silbermedaille. Anschließend siegte sie in 13,88 s bei den Panarabischen Spielen in Doha über 100 Meter Hürden und mit der Staffel und gewann in 57,55 s die Silbermedaille im 400-Meter-Hürdenlauf. 2012 klassierte sie sich bei den Afrikameisterschaften in Porto-Novo in 57,35 s auf dem siebten Platz und 2013 siegte sie bei den Arabischen Meisterschaften in Doha mit beiden Staffeln und gewann in 59,83 s die Silbermedaille im Hürdenlauf. Daraufhin gewann sie bei den Mittelmeerspielen in Mersin in 55,51 s die Silbermedaille hinter Lambarki und wurde mit der Staffel disqualifiziert. Bei den Spielen der Frankophonie in Nizza wurde sie in 58,89 s Sechste über die Hürden und belegte mit der Staffel in 3:37,48 min Rang vier. Anschließend gewann sie bei den Islamic Solidarity Games in Palembang in 58,16 s die Silbermedaille im 400-Meter-Hürdenlauf und wurde über die kürzere Distanz in 14,17 s Vierte. Zudem siegte sie in 3:36,58 min mit der 4-mal-400-Meter-Staffel und gewann mit der 4-mal-100-Meter-Staffel in 47,18 s die Silbermedaille.
2014 schied sie bei den Afrikameisterschaften in Marrakesch mit 14,59 s in der ersten Runde aus und erreichte im 400-Meter-Hürdenlauf in 57,24 s Rang sechs. 2015 siegte sie bei den Arabischen Meisterschaften in Madinat Isa in 13,53 s und 56,64 s. 2018 gewann sie bei den Afrikameisterschaften in Asaba in 56,66 s erneut die Silbermedaille, diesmal hinter der Nigerianerin Glory Onome Nathaniel. Diese wurde aber nachträglich wegen Dopings disqualifiziert und die Goldmedaille ging somit an Lhabz über. Anschließend wurde sie beim Leichtathletik-Kontinentalcup in Ostrava in 57,35 s Siebte. Im Jahr darauf siegte sie in 14,31 s bei den Arabischen Meisterschaften in Kairo über 100 m Hürden und gewann über die längere Distanz in 59,05 s die Silbermedaille hinter der Bahrainerin Aminat Yusuf Jamal. Ende August nahm sie erstmals an den Afrikaspielen in Rabat teil und gewann dort in 56,97 s die Silbermedaille hinter der Kenianerin Vanice Kerubo Nyagisera.
2007 und von 2010 bis 2013 wurde Lhabz marokkanische Meisterin im 400-Meter-Hürdenlauf sowie 2010 und 2011 und 2014 und 2015 auch im 100-Meter-Hürdenlauf.

## Persönliche Bestzeiten
- 100 m Hürden: 13,78 s (−0,3 m/s), 30. März 2013 in Khouribga
- 400 m Hürden: 55,51 s, 27. Juni 2013 in Mersin